# Крайбрежен саламандър
Крайбрежните саламандри (Salamandrella tridactyla) са вид земноводни от семейство Азиатски тритони (Hynobiidae).
Разпространени са в югоизточните части на Русия.
Таксонът е описан за пръв път от руския зоолог Александър Николски през 1906 година.